# Walter Wallberg
Walter Wallberg (Bollnäs, 24 marzo 2000) è uno sciatore freestyle svedese, specialista nelle gobbe.

## Biografia
In Coppa del Mondo ha esordito il 12 dicembre 2015 a Ruka (42ª).
Nel 2018 ha preso parte ai XXIII Giochi olimpici invernali a Pyeongchang venendo eliminato nelle qualificazioni e concludendo in ventunesima posizione nella gara di gobbe.
Nel 2022 ha preso parte ai XXIV Giochi olimpici invernali a Pechino vincendo l'oro nella gara di gobbe.
Ai Mondiali di Bakuriani 2023 è salito per la prima volta sul podio iridato, con l'argento nelle gobbe in parallelo e il bronzo nelle gobbe.

## Palmarès

### Olimpiadi
- 1 medaglia:
  - 1 oro (gobbe a Pechino 2022)

### Mondiali
- 2 medaglie:
  - 1 argento (gobbe in parallelo a Bakuriani 2023)
  - 1 bronzo (gobbe a Bakuriani 2023)

### Mondiali juniores
- 1 medaglia:
  - 1 argento (gobbe ad Åre 2016)

### Coppa del Mondo
- Miglior piazzamento nella Coppa del Mondo generale di gobbe: 3º nel 2022 e nel 2023
- 27 podi:
  - 4 vittorie
  - 10 secondi posti
  - 13 terzi posti

#### Coppa del Mondo - vittorie
| Data             | Luogo          | Paese   | Disciplina |
| ---------------- | -------------- | ------- | ---------- |
| 28 gennaio 2023  | Val Saint-Côme | Canada  | DM         |
| 16 dicembre 2023 | Alpe d'Huez    | Francia | DM         |
| 19 gennaio 2024  | Val Saint-Côme | Canada  | MO         |
| 24 dicembre 2024 | Bakuriani      | Georgia | DM         |

Legenda:

MO = Gobbe

DM = Gobbe in parallelo